# Rheinfelden
För andra betydelser, se Rheinfelden (olika betydelser).
Rheinfelden (schweizertyska: Rhyfälde) är en stad och kommun i distriktet Rheinfelden i kantonen Aargau i Schweiz. Kommunen har 13 854 invånare (2023). Rheinfelden är huvudort i distriktet med samma namn.
Rheinfelden ligger på södra sidan av floden Rhen. På motsatta sidan av floden ligger den tyska staden Rheinfelden (Baden). Schweiz största bryggeri, Feldschlösschen, ligger i Rheinfelden.
En majoritet (86,0 %) av invånarna är tyskspråkiga (2014). 29,4 % är katoliker, 23,4 % är reformert kristna och 47,2 % tillhör en annan trosinriktning eller saknar en religiös tillhörighet (2014).